# Хаймович, Мики
Михаль «Микки» Хаймович (ивр. מִיקִי חַיְימוֹבִיץ׳‎; род. 15 июня 1962 года) — депутат Кнессета 21 созыва во фракции «Кахоль Лаван». Раньше она была журналистом, телеведущей и ведущей новостей. Во втором десятилетии 21-го века она стала активисткой по уменьшению потребления мяса

## Биография
Родилась в Тель-Авиве, отец — репатриант из Румынии, мать из Турции. Служила в ЦАХАЛе, после окончания службы некоторое время работала стюардессой в Эль-Аль.
Работала на телевидении в выпусках новостей. Помимо представления основного выпуска на 10 канале, Хаймович подготовила серию документальных фильмов для канала, в том числе «О весе» (о явлении глобального и израильского ожирения), «Восьмое чудо» (о сотовом телефоне и его влиянии на нашу жизнь) и «Моя дорогая мать» (название Согласно стихотворению Моше Дафна), в котором рассказывается о женщинах, которые не отказались от материнства (специальный эпизод, вышедший в августе 2009 года).
В декабре 2013 года она начала представлять «системную» программу опроса на 2-м канале. В рамках плана она создала и представила десятки расследований, которые были сосредоточены на таких вопросах, как социальное обеспечение, пенсии, рабочие подрядчиков, государственное жилье.
7 февраля 2019 года она объявила, что баллотируется в Кнессет в составе коалиции Кахоль Лаван во главе с Бени Ганцем.